# Gauja Nemzeti Park
A Gauja Nemzeti Park (lettül: Gaujas nacionālais parks) Lettország legrégebbi és legnagyobb nemzeti parkja. 917,86 km²-es védett területe Vidzeme régióban fekszik, Siguldától északkeletre, Cēsistől délnyugatra húzódik a Gauja folyó völgye mentén, amelyről a park a nevét kapta.
Az intézményt az enyhén zavart élőhelyek védelme, a természeti turizmus népszerűsítése és a terület fenntartható fejlődésének biztosítása miatt hozták létre. A nemzeti parkot magas biológiai sokféleség jellemzi, emellett számos látványos sziklaformáció és változatos terepformák, források, festői tájak és számos történelmi és több évszázadot felölelő történelmi és kulturális emlék található itt.

## Földrajza
1973 szeptemberében hozták létre és Sigulda és Cēsis városok területén találhatók, utóbbit teljesen körbe is veszi. A terület történelmi német neve Livóniai Svájc, amelyet  a devonból származó vörös és sárga színű homokkő sziklák miatt kapott. A nemzeti park területének legnagyobb és meghatározó része a Gauja folyó völgye. A völgy védett, ugyanakkor felkereshető természet- és kultúrtörténeti turizmus, valamint rekreációs kikapcsolódás céljából.
A park területe 91,745 hektár, és öt funkcionális zónára oszlik. A természetvédelmi területek a park meglehetősen kicsi, ugyanakkor nagyon értékes részét foglalják el, és tilos ezekre a területekre látogatni. A terület többi részén csak olyan gazdasági tevékenységek megengedettek, amelyek nem változtatják meg lényegesen a táj történetileg kialakult szerkezetét. Az erdők aránya körülbelül 47%-ot tesz ki, a nemzeti park közel felét beborítva ezzel. A területen csaknem 900 növényfaj, 149 madár- és 48 emlősfaj található. 2004 óta a Gauja Nemzeti Park a Natura 2000 hálózat része, mint olyan terület, amelynek feladata védett fajok és biotópok megőrzése.

## Galéria

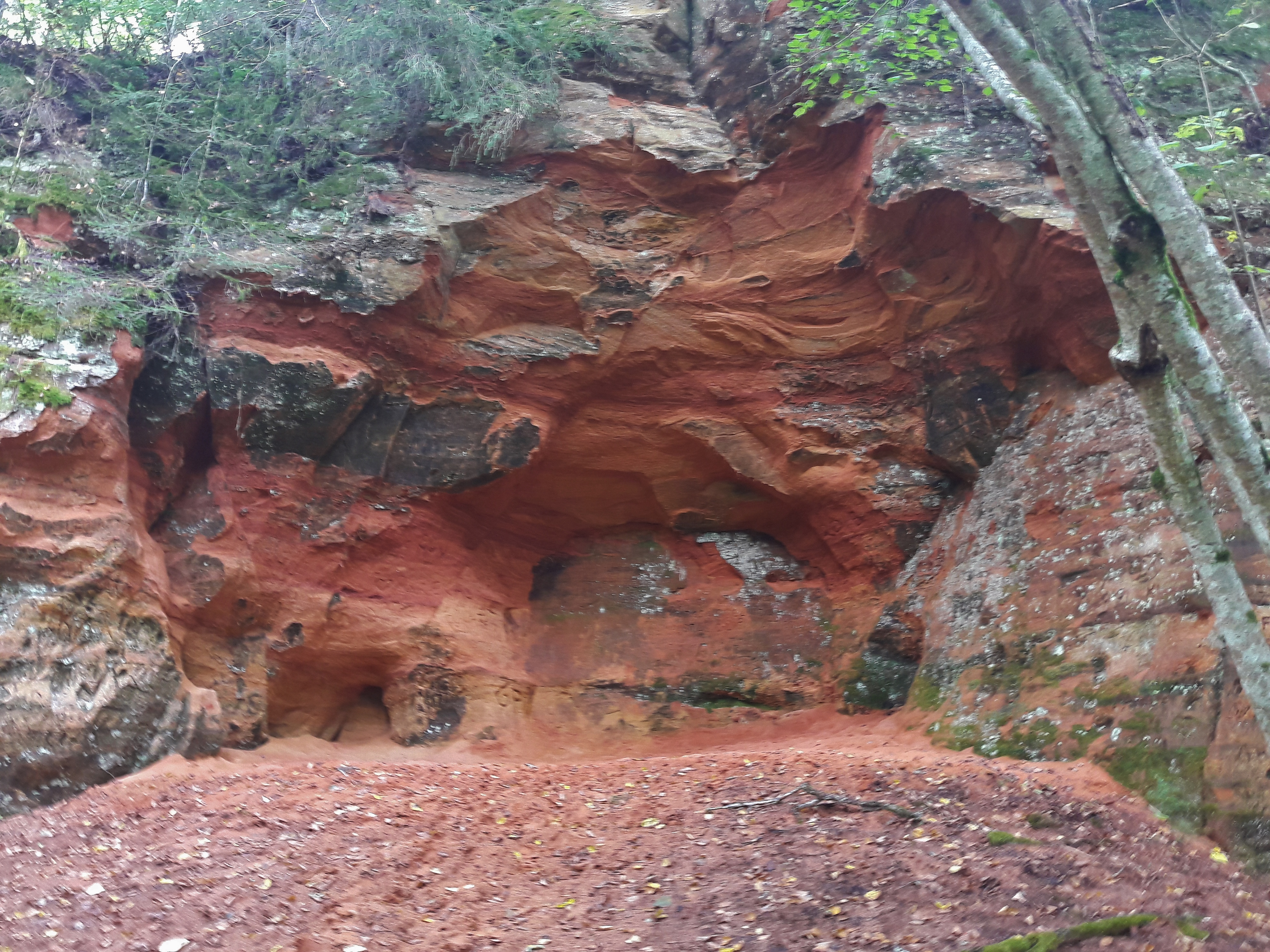
Raiskums vörös sziklái
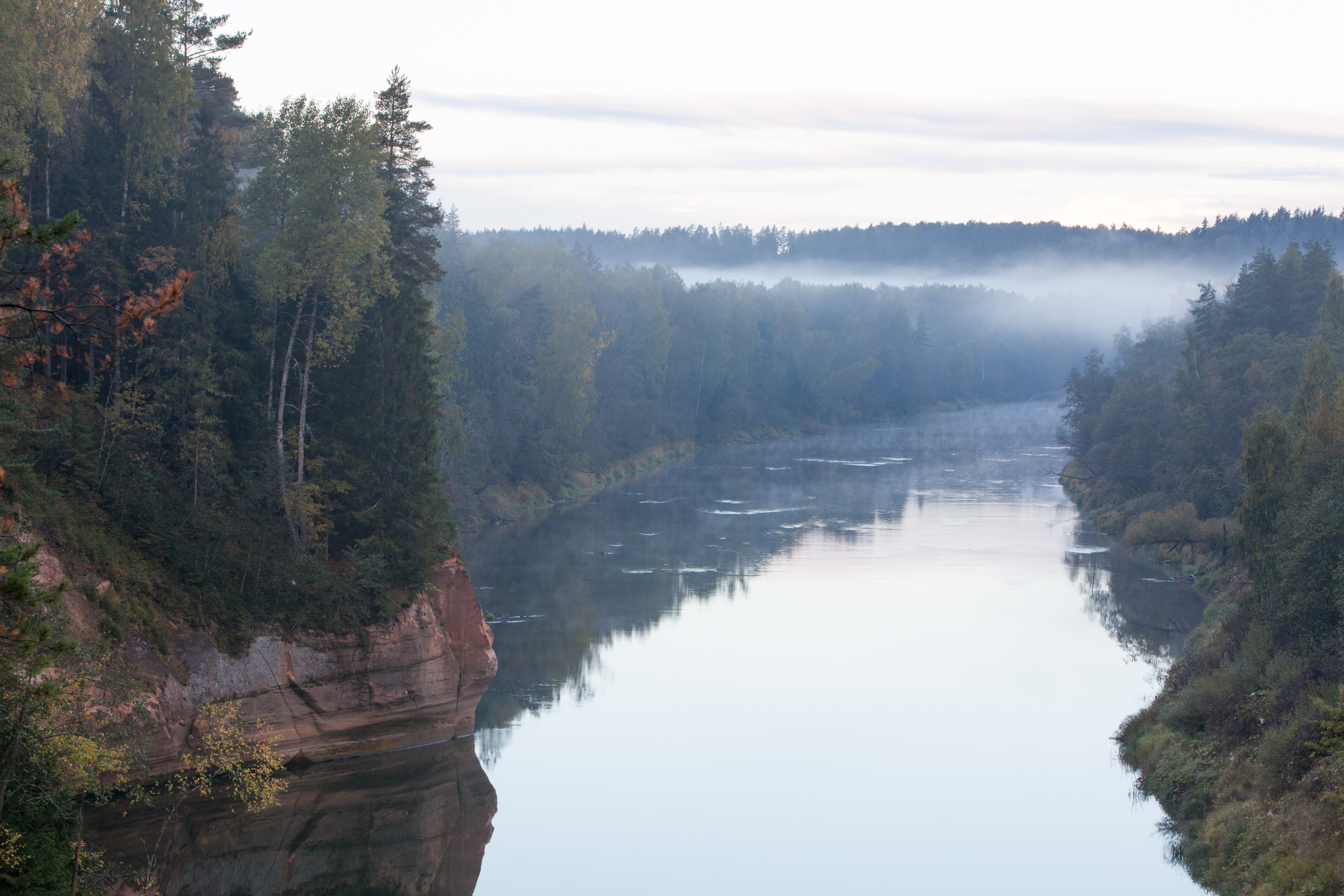
A Gauja völgye
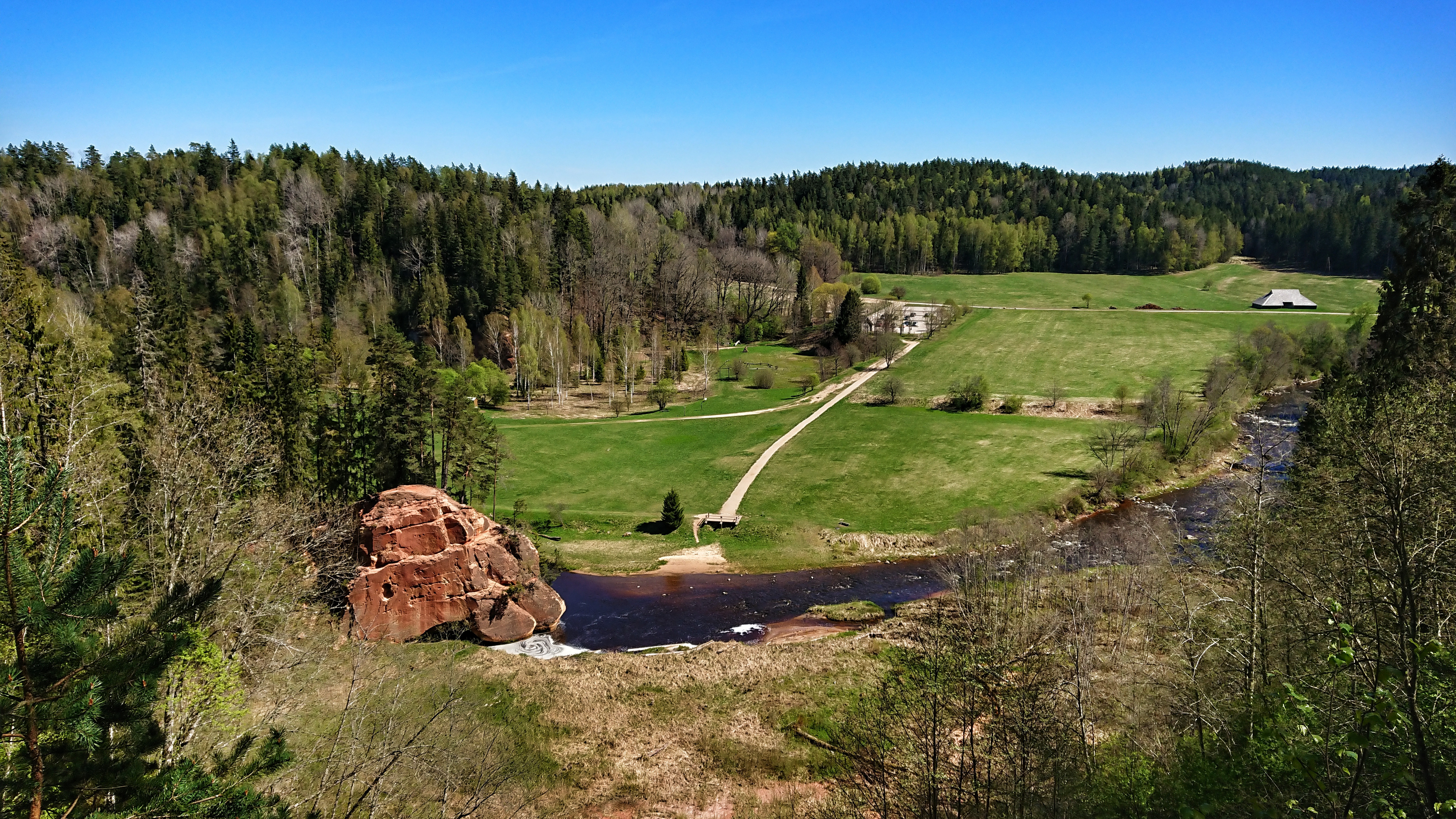
A Zvārtes ieža vándorkő
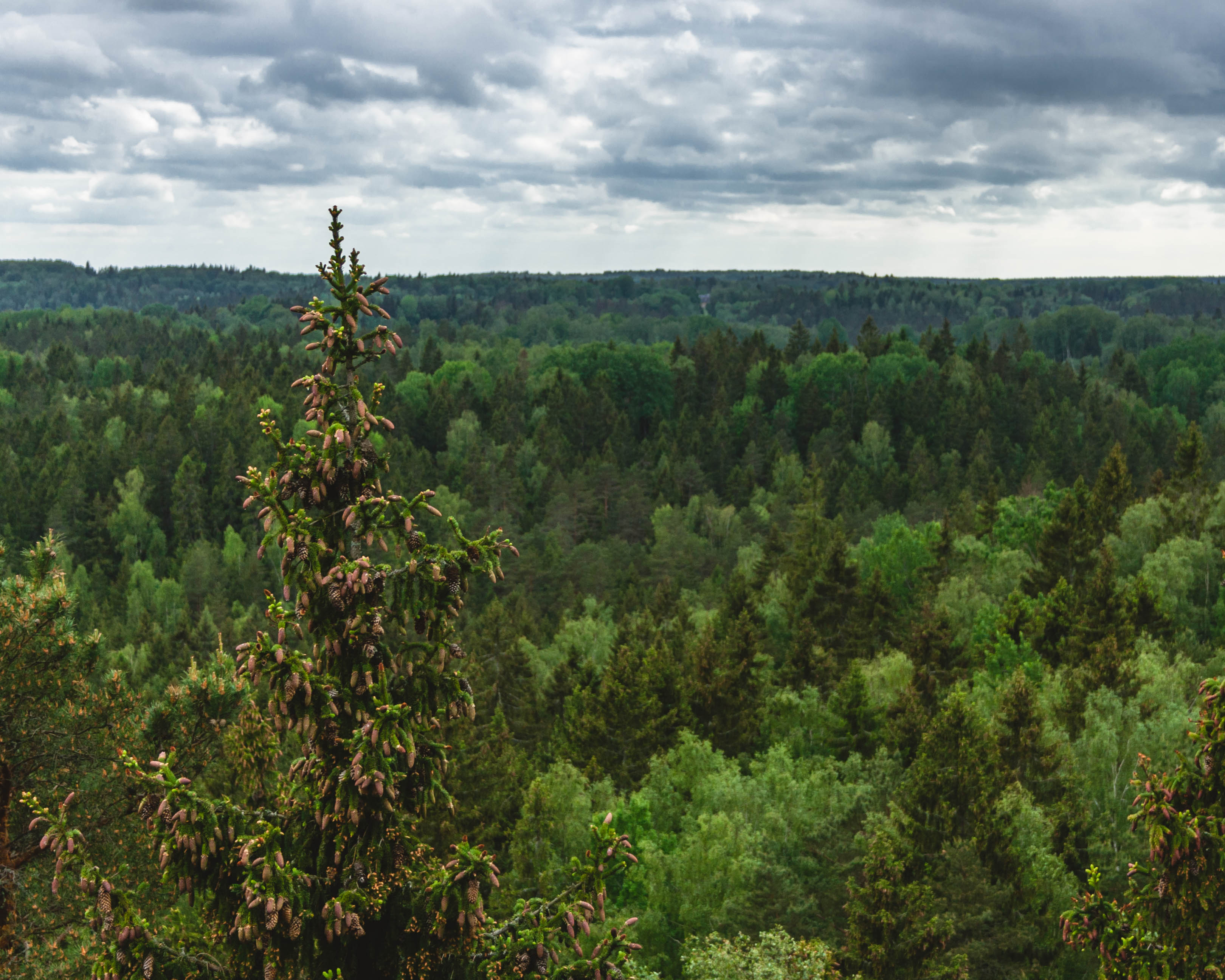
A nemzeti park erdői
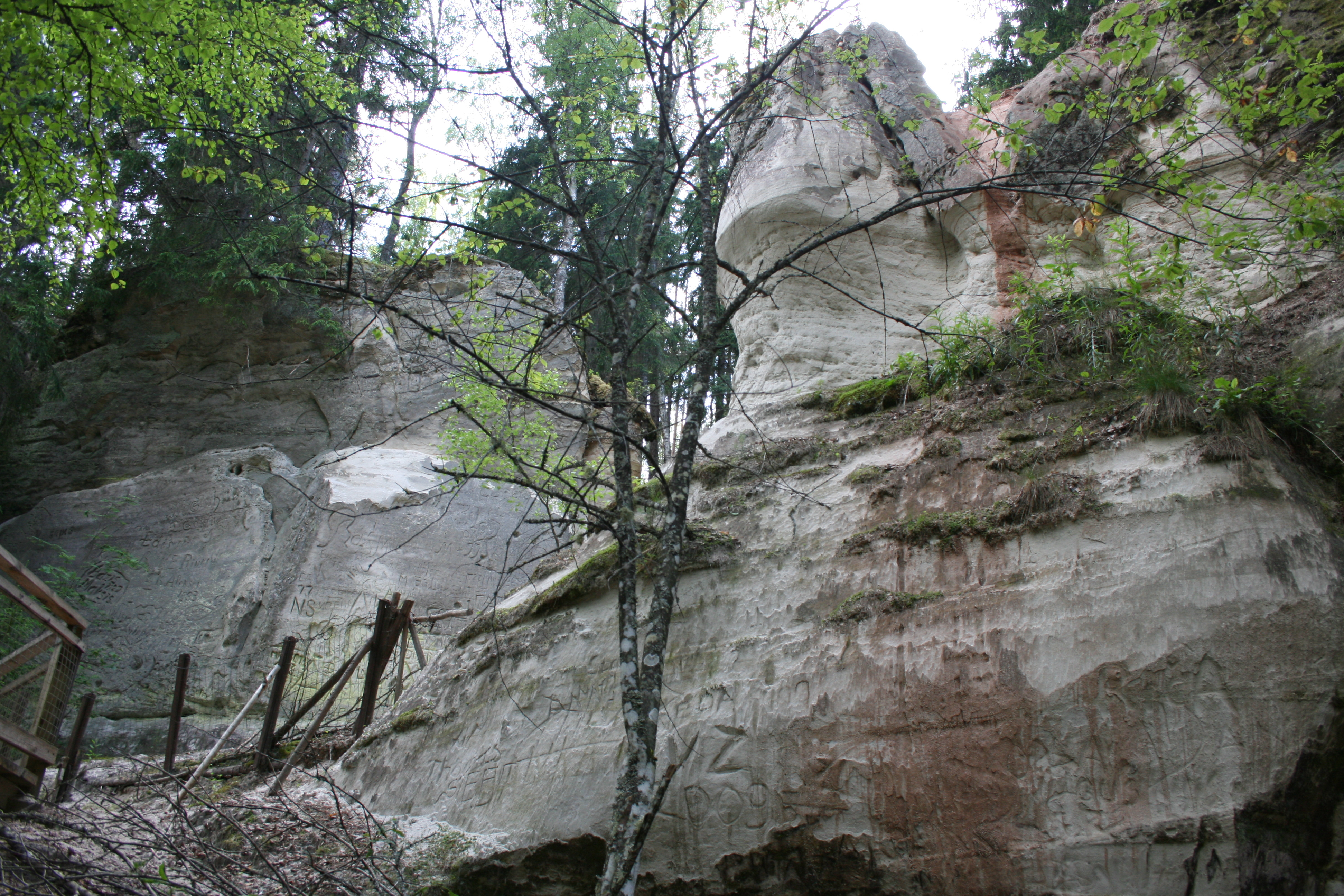
Túraútvonal Sietiņiezis sziklafalánál
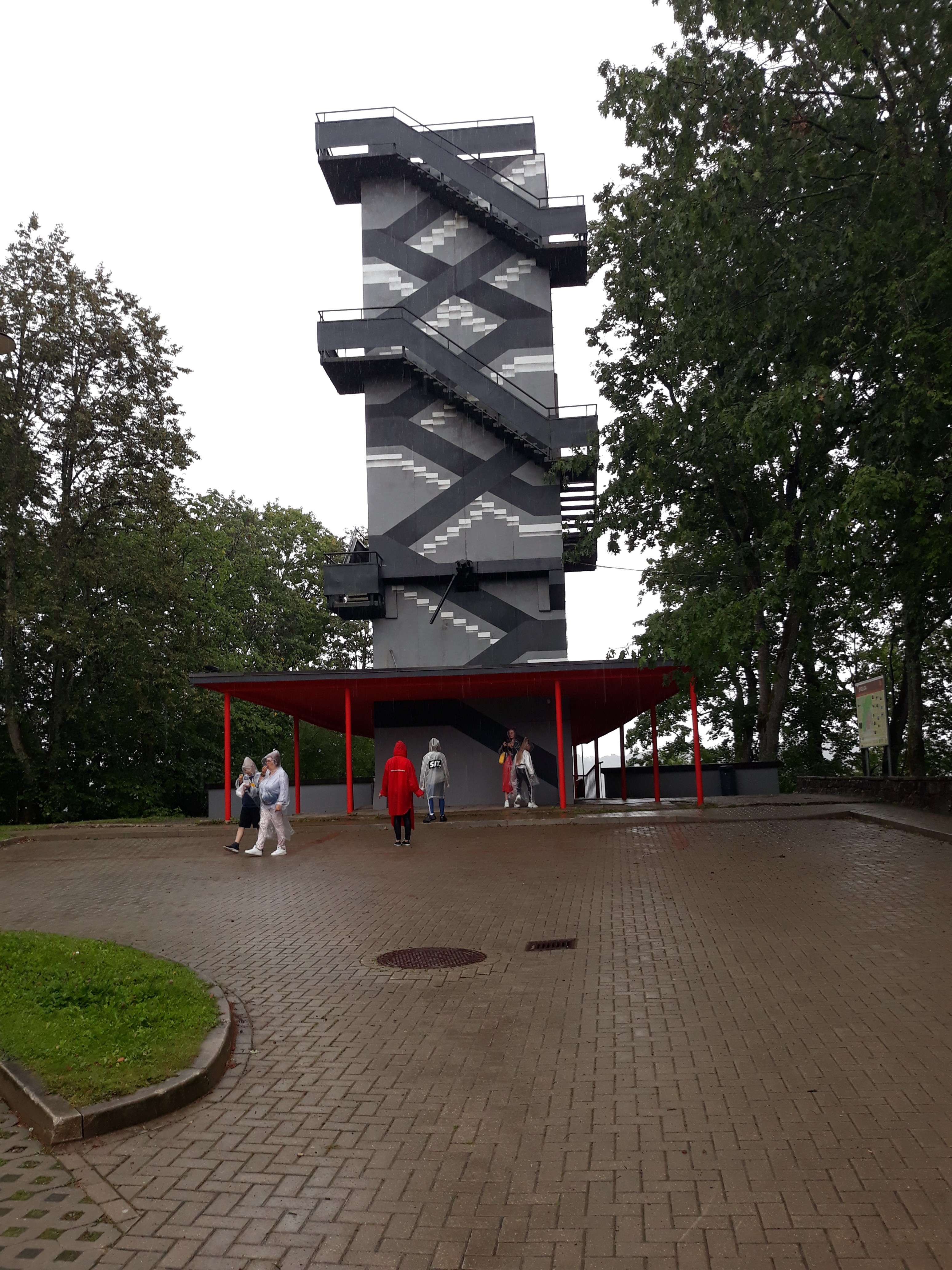
A felvonó északi végállomása

## Fordítás
- Ez a szócikk részben vagy egészben  a   Nationalpark Gauja című német Wikipédia-szócikk ezen változatának fordításán alapul.  Az eredeti cikk szerkesztőit annak laptörténete sorolja fel. Ez a jelzés csupán a megfogalmazás eredetét és a szerzői jogokat jelzi, nem szolgál a cikkben szereplő információk forrásmegjelöléseként.